# Jerzy Markiewicz
Jerzy Jan Markiewicz (ur. 2 marca 1928 w Biłgoraju, zm. 3 marca 2015 w Lublinie) – polski prawnik, doktor habilitowany nauk prawnych, historyk, publicysta, żołnierz AK (ps. Junior).

## Życiorys
Syn Jana i Heleny z Modrzejewskich. W 1951 uzyskał tytuł magistra prawa na Katolickim Uniwersytecie Lubelskim. W 1968 otrzymał stopień doktora nauk prawnych na Uniwersytecie Marii Curie Skłodowskiej w Lublinie. Od 1981 doktor habilitowany nauk humanistycznych UMCS. 15 czerwca 2001 został mianowany profesorem nadzwyczajnym Katolickiego Uniwersytetu Lubelskiego i objął kierownictwo nad Katedrą Prawa Sądowego Polski Na Tle Powszechnym Wydziału Zamiejscowego Nauk Prawnych i Ekonomicznych w Tomaszowie Lubelskim.
W latach 1955–2001 wykonywał zawód adwokata, do 1958 w Lublinie a następnie do 30 września 2001 w Biłgoraju. Pełnił funkcję kierownika Zespołu Adwokackiego, dziekana Okręgowej Rady Adwokackiej w Lublinie i członka Naczelnej Rady Adwokackiej w Warszawie.
Członek kilku towarzystw naukowych i wieloletni członek Głównej Komisji Badania Zbrodni Hitlerowskich w Warszawie i Okręgowej w Lublinie. Należał do Polskiej Zjednoczonej Partii Robotniczej. Pełnił funkcję I sekretarza Komitetu Uczelnianego PZPR na UMCS.
Autor ponad 150 pozycji naukowych i publicystycznych z dziedziny historii najnowszej. Prace te w szczególności dotyczą dziejów Południowej Lubelszczyzny a zwłaszcza Zamojszczyzny oraz polskiego podziemia partyzanckiego na tych terenach w latach 1939–1945.
Odznaczony m.in. Krzyżem Kawalerskim Orderu Odrodzenia Polski, Krzyżem Armii Krajowej, Krzyżem Partyzancki, odznaką „Akcja Burza” i odznaką „Weteran Walk o Wolność i Niepodległość Ojczyzny”, złotą odznaką adwokatury PRL.
Żonaty z Teresą (dwóch synów). Pochowany na cmentarzu komunalnym na Majdanku (kwatera S7K2-9-16).

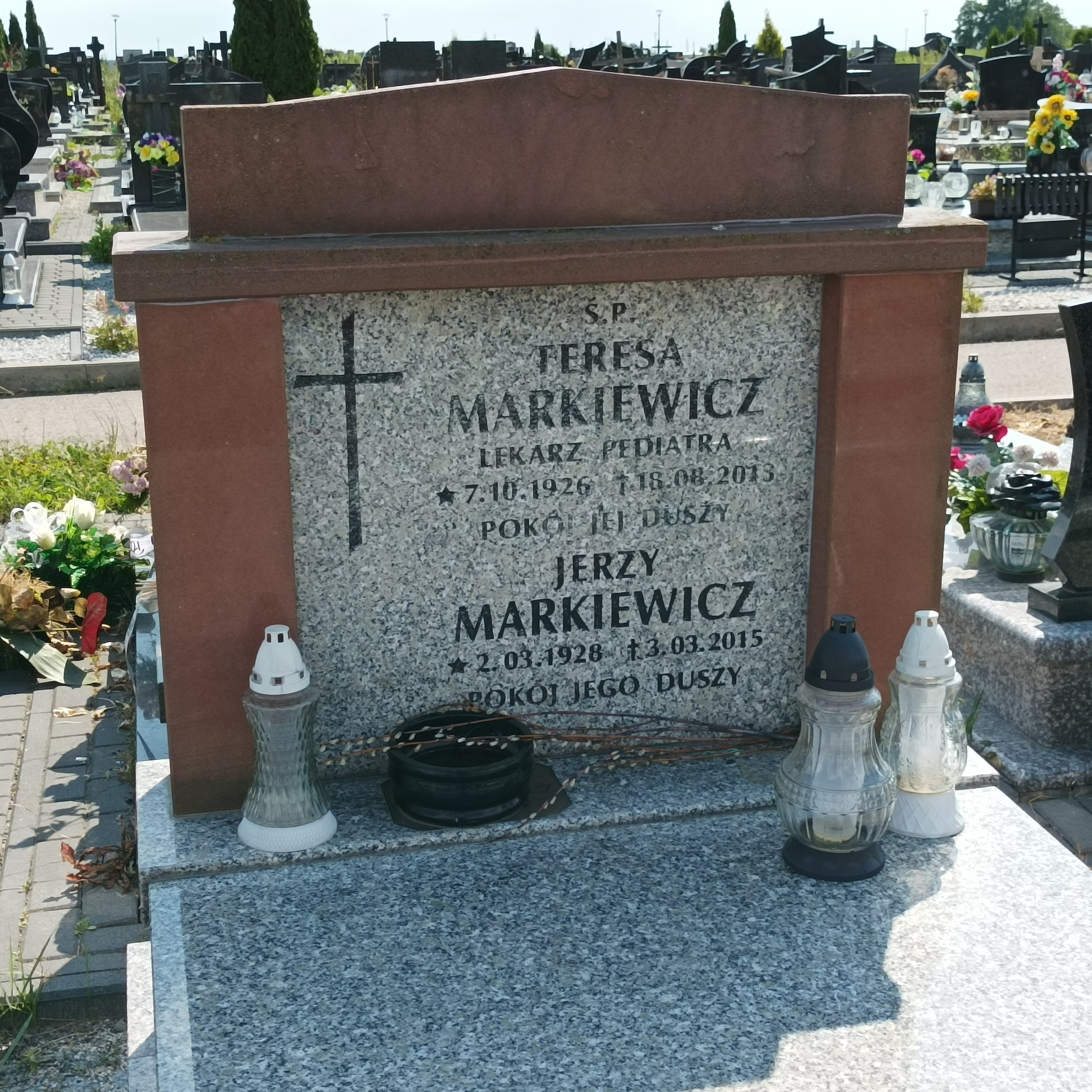
Grób Jerzego Markiewicza na cmentarzu komunalnym na Majdanku

## Publikacje
- Nie dali ziemi skąd ich ród, Lublin 1967;
- Partyzancki kraj, Lublin 1980;
- Paprocie zakwitły krwią partyzantów, Lublin 1987
- O wielkich bitwach w Puszczy Solskiej w czerwcu 1944 roku, Warszawa 1962
- Odpowiedzialność zbiorowa ludności polskiej powiatu biłgorajskiego podczas okupacji hitlerowskiej
- Bataliony Chłopskie w obronie Zamojszczyzny
- Bitwy pod Wojdą, Zaborecznem i Różą, 1957
- Powstanie Zamojskie 1942–1943, Lublin 2004
- Powiatowa Delegatura Rządu Rzeczypospolitej Polskiej w Biłgoraju 29 VII 1944 – 8 VIII 1944 r., Biłgoraj 2006.
- Szkoły partyzanckiej walki. O szkoleniu wojskowym w Batalionach Chłopskich., Warszawa 1979 (praca habilitacyjna)
- Przestępstwa przeciwko rodzinie w Kodeksie Karzącym Królestwa Polskiego z 1918 roku, Lublin 2006,
- Znaczenie badań nad przysłowiami dla nauk społeczno–prawnych, Lublin 1956.
- Dzieje Biłgoraja, Lublin 1985.